# Haris Belkebla
Haris Belkebla (Drancy, 28 gennaio 1994) è un calciatore algerino con cittadinanza francese, centrocampista dell'Angers.

## Carriera

### Club
Cresciuto calcisticamente tra Valenciennes e Tours, nell'estate 2018 viene acquistato dal Brest.
Dopo cinque stagioni, il 12 settembre 2023, lascia la Francia per accasarsi in Arabia Saudita all'Ohod.
Tuttavia, dopo una singola stagione in Arabia fa ritorno in Francia, accasandosi all'Angers.

### Nazionale
Nel 2016 viene convocato dalla nazionale olimpica algerina per prendere parte ai Giochi Olimpici di Rio de Janeiro 2016.
Nel 2019 venne convocato per la prima volta in nazionale maggiore per prendere parte alla coppa d'Africa. Tuttavia, è stato poi escluso dal CT Djamel Belmadi per aver mostrato i suoi glutei in una diretta streaming del suo compagno di squadra Alexandre Oukidja. 
Ha poi debuttato in nazionale in una gara contra la Zambia.

## Statistiche

### Presenze e reti nei club
Statistiche aggiornate al 15 dicembre 2024.
| Stagione        | Squadra         | Campionato      | Campionato | Campionato | Coppe nazionali | Coppe nazionali | Coppe nazionali | Coppe continentali | Coppe continentali | Coppe continentali | Altre coppe | Altre coppe | Altre coppe | Totale | Totale | Totale |
| Stagione        | Squadra         | Comp            | Pres       | Reti       | Comp            | Pres            | Reti            | Comp               | Pres               | Reti               | Comp        | Pres        | Reti        | Pres   | Reti   |        |
| --------------- | --------------- | --------------- | ---------- | ---------- | --------------- | --------------- | --------------- | ------------------ | ------------------ | ------------------ | ----------- | ----------- | ----------- | ------ | ------ | ------ |
| 2014-2015       | Tours           | L2              | 36         | 2          | CF+CdL          | 4+1             | 0+0             | -                  | -                  | -                  | -           | -           | -           | 41     | 2      |        |
| 2015-2016       | Tours           | L2              | 34         | 2          | CF+CdL          | 3+3             | 1+1             | -                  | -                  | -                  | -           | -           | -           | 40     | 4      |        |
| 2016-2017       | Tours           | L2              | 31         | 0          | CF+CdL          | 1+0             | 0+0             | -                  | -                  | -                  | -           | -           | -           | 32     | 0      |        |
| 2017-2018       | Tours           | L2              | 35         | 1          | CF+CdL          | 3+4             | 0+0             | -                  | -                  | -                  | -           | -           | -           | 42     | 1      |        |
| Totale Tours    | Totale Tours    | Totale Tours    | 136        | 5          |                 | 19              | 2               |                    | -                  | -                  |             | -           | -           | 155    | 7      |        |
| 2018-2019       | Brest           | L2              | 33         | 1          | CF+CdL          | 1+2             | 0+0             | -                  | -                  | -                  | -           | -           | -           | 36     | 1      |        |
| 2019-2020       | Brest           | L1              | 23         | 0          | CF+CdL          | -               | -               | -                  | -                  | -                  | -           | -           | -           | 23     | 0      |        |
| 2020-2021       | Brest           | L1              | 35         | 0          | CF              | 1               | 0               | -                  | -                  | -                  | -           | -           | -           | 36     | 0      |        |
| 2021-2022       | Brest           | L1              | 31         | 0          | CF              | 1               | 0               | -                  | -                  | -                  | -           | -           | -           | 32     | 0      |        |
| 2022-2023       | Brest           | L1              | 38         | 2          | CF              | 2               | 0               | -                  | -                  | -                  | -           | -           | -           | 40     | 2      |        |
| Totale Brest    | Totale Brest    | Totale Brest    | 160        | 3          |                 | 7               | 0               |                    | -                  | -                  |             | -           | -           | 167    | 3      |        |
| 2023-2024       | Ohod            | SPL             | 29         | 1          | KC              | 1               | 0               | -                  | -                  | -                  | -           | -           | -           | 30     | 1      |        |
| 2024-2025       | Angers          | L1              | 11         | 0          | CF              | -               | -               | -                  | -                  | -                  | -           | -           | -           | 11     | 0      |        |
| Totale carriera | Totale carriera | Totale carriera | 336        | 9          |                 | 27              | 2               |                    | -                  | -                  |             | -           | -           | 363    | 11     |        |

### Cronologia presenze e reti in nazionale
| Cronologia completa delle presenze e delle reti in nazionale ― Algeria | Cronologia completa delle presenze e delle reti in nazionale ― Algeria | Cronologia completa delle presenze e delle reti in nazionale ― Algeria | Cronologia completa delle presenze e delle reti in nazionale ― Algeria | Cronologia completa delle presenze e delle reti in nazionale ― Algeria | Cronologia completa delle presenze e delle reti in nazionale ― Algeria | Cronologia completa delle presenze e delle reti in nazionale ― Algeria | Cronologia completa delle presenze e delle reti in nazionale ― Algeria |
| Data                                                                   | Città                                                                  | In casa                                                                | Risultato                                                              | Ospiti                                                                 | Competizione                                                           | Reti                                                                   | Note                                                                   |
| ---------------------------------------------------------------------- | ---------------------------------------------------------------------- | ---------------------------------------------------------------------- | ---------------------------------------------------------------------- | ---------------------------------------------------------------------- | ---------------------------------------------------------------------- | ---------------------------------------------------------------------- | ---------------------------------------------------------------------- |
| 14-11-2019                                                             | Blida                                                                  | Algeria                                                                | 5 – 0                                                                  | Zambia                                                                 | Qual. Coppa d'Africa 2021                                              | -                                                                      | 71’                                                                    |
| 9-10-2020                                                              | Sankt Veit an der Glan                                                 | Nigeria                                                                | 0 – 1                                                                  | Algeria                                                                | Amichevole                                                             | -                                                                      |                                                                        |
| 13-10-2020                                                             | L'Aia                                                                  | Algeria                                                                | 2 – 2                                                                  | Messico                                                                | Amichevole                                                             | -                                                                      | 90’                                                                    |
| 16-11-2020                                                             | Harare                                                                 | Zimbabwe                                                               | 2 – 2                                                                  | Algeria                                                                | Qual. Coppa d'Africa 2021                                              | -                                                                      | 68’                                                                    |
| 25-3-2021                                                              | Lusaka                                                                 | Zambia                                                                 | 3 – 3                                                                  | Algeria                                                                | Qual. Coppa d'Africa 2021                                              | -                                                                      | 60’                                                                    |
| 3-6-2021                                                               | Blida                                                                  | Algeria                                                                | 4 – 1                                                                  | Mauritania                                                             | Amichevole                                                             | -                                                                      |                                                                        |
| 6-6-2021                                                               | Blida                                                                  | Algeria                                                                | 1 – 0                                                                  | Mali                                                                   | Amichevole                                                             | -                                                                      | 70’                                                                    |
| 11-6-2021                                                              | Radès                                                                  | Tunisia                                                                | 0 – 2                                                                  | Algeria                                                                | Amichevole                                                             | -                                                                      |                                                                        |
| 7-9-2021                                                               | Marrakech                                                              | Burkina Faso                                                           | 1 – 1                                                                  | Algeria                                                                | Qual. Mondiali 2022                                                    | -                                                                      | 59’                                                                    |
| 11-1-2022                                                              | Douala                                                                 | Algeria                                                                | 0 – 0                                                                  | Sierra Leone                                                           | Coppa d'Africa 2021 - 1º turno                                         | -                                                                      | 83’                                                                    |
| 18-6-2023                                                              | Douala                                                                 | Uganda                                                                 | 1 – 2                                                                  | Algeria                                                                | Qual. Coppa d'Africa 2023                                              | -                                                                      |                                                                        |
| Totale                                                                 |                                                                        | Presenze                                                               | 11                                                                     |                                                                        | Reti                                                                   | 0                                                                      |                                                                        |